# Rambung Baru
Rambung Baru is een bestuurslaag in het regentschap Deli Serdang van de provincie Noord-Sumatra, Indonesië. Rambung Baru telt 993 inwoners (volkstelling 2010).